# Reelfoot Lake

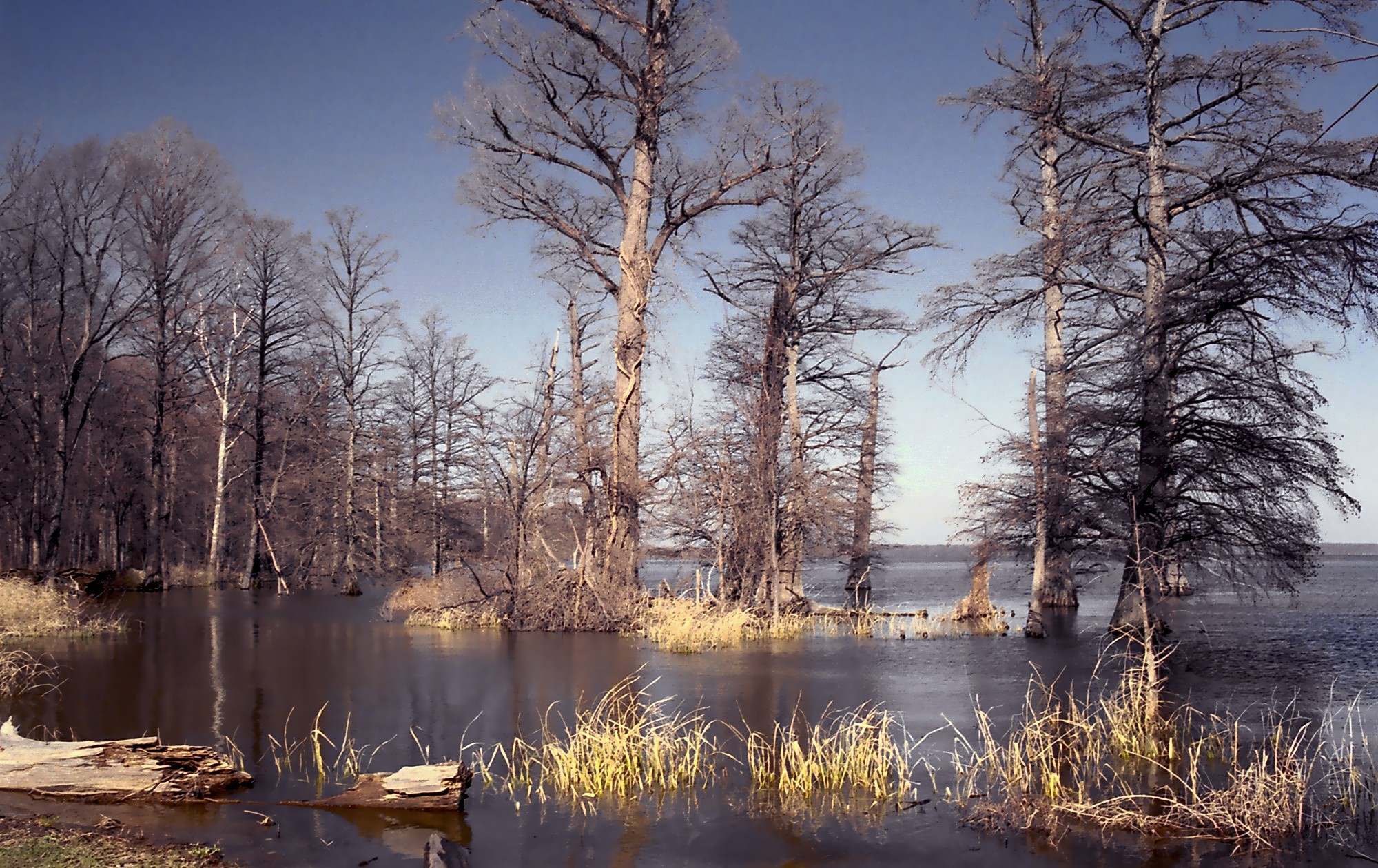
Reelfoot Lake bildades som ett resultat av jordbävningarna i New Madrid 1811-1812.

Reelfoot Lake är en grund naturlig sjö belägen i den nordvästra delen av Tennessee. 
Sjön bildades som ett resultat av jordbävningarna i New Madrid 1811-1812. Stora delar av  Reelfoot Lake är ett träsk med bayouliknande vattendrag och diken som förbinder öppna vattenytor, vilka lokalt kallas bassänger. Sjön är bekant för sina sumpcypresser och sina häckande vithövdade havsörnar.